# Chatus

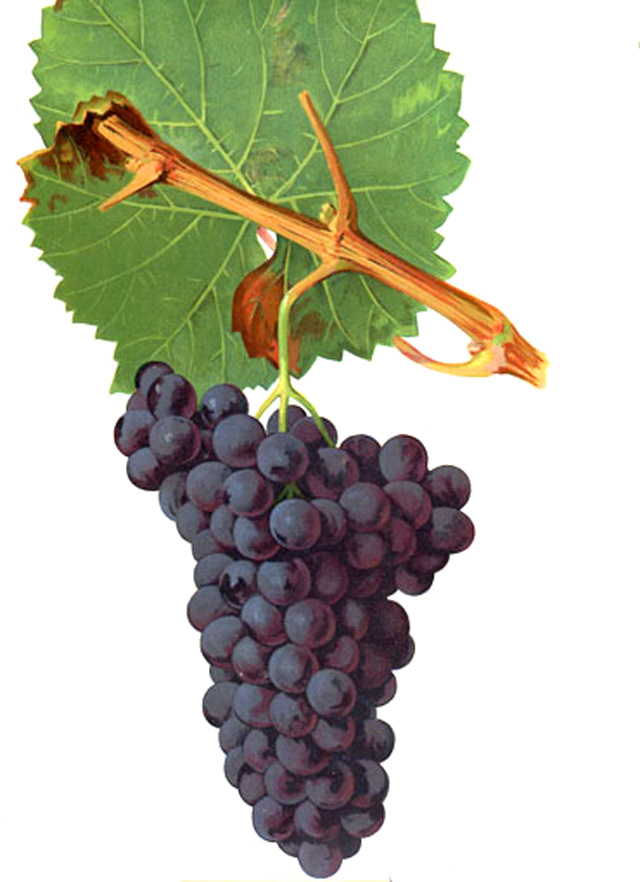
Darstellung von Valmorel

Chatus ist eine Rotweinsorte, die im französischen Département Ardèche kultiviert wird. Sie wird meist im Verschnitt mit anderen Sorten wie der Sorte Syrah ausgebaut.

## Herkunft, Abstammung
Die Rebsorte stammt aus Frankreich und wurde erstmals vom Ampelographen Victor Pulliat beschrieben. Höchstwahrscheinlich ist die Sorte ein natürlicher Nachkomme von der Sorte Heunisch.
Der Name der Sorte stammt möglicherweise von dem Weiler „Chatus“ in der Gemeinde Verclause im Département Drôme.

## Verbreitung
Die bestockte Rebfläche betrug Anfang der 1990er Jahre nur noch 18 ha. Vor der Reblauskatastrophe war die Sorte in den Höhenlagen rund um das Zentralmassif und in der Region der Drôme sehr verbreitet. Kleinere Bestände sind auch in Italien bekannt.
Weltanbaufläche der Sorte 2016: in Frankreich 62 ha, in Italien 9 ha

## Synonyme
Bolgnino, Bourgnin, Bournin, Brachet, Brunetta, Burgnin, Carbesse, Chanu, Chany, Charagnot, Charamiot, Chatelos, Chatelus, Chatos, Chatut, Chenu, Corbeil, Corbel, Corbelle, Corbes, Corbesse, Cornaglietta, Courbet, Gros Chenu, Houron, Korbel, Korbess, Mauvais Noir, Mouraud, Mouret, Mouret Noir, Mourre, Nebbiolo di Dronero, Nebbiolo Dronero, Nebbiolo Pairole, Negru Romanesc, Neiret, Neiret Pinerolese, Neretto, Ouron, Persagne Gamay, Scarlattin, Scheibkern, Shatu, Shenyu, Siramuse, Syramhuse, Syramuse, Vert Chanu, Vert Chenu.
Trotz scheinbar hinweisender Synonyme bzw. morphologischer Ähnlichkeiten darf sie nicht mit den Sorten Nebbiolo und Neret di Saint Vincent verwechselt werden.

## Ampelographische Sortenmerkmale
- Die Triebspitze ist offen. Sie ist stark weißwollig behaart und die Spitzen sind karminrot gefärbt. Die gefleckt bronzefarbenen Jungblätter sind noch wollig behaart.
- Die mittelgroßen Blätter sind fünflappig und tief gebuchtet. Die Stielbucht ist lyrenförmig offen. Das Blatt ist stumpf gezahnt.
- Die walzen- bis konusförmige Traube ist mittelgroß bis groß und dichtbeerig. Die rundlichen sind klein und von bläulich-schwarzer Farbe.

Reife: mittel bis spät – reift ca. 5–6 Tage nach dem Gutedel.

## Eigenschaften
Die mäßig wüchsige Sorte ist sehr anfällig gegen den Echten Mehltau, den Falschen Mehltau und Winterfrost.

## Wein
Der Wein der Rebsorte Chatus ist tiefdunkel und reich an Tanninen. Er sollte daher mindestens 5–7 Jahre vor dem Genuss gelagert werden.

## Züchtungen
Als „Nebbiolo de Dronero“ war Chatus ein beliebter Kreuzungspartner für den Züchter Giovanni Dalmasso (1886–1974) bei dessen Neuzüchtungen Albarossa, Cornarea, Nebbiera, Passau, San Martino (1), San Michele, Soperga und Valentino Nero.